# Vezot
Vezot is een gemeente in het Franse departement Sarthe (regio Pays de la Loire) en telt 64 inwoners (2009). De plaats maakt deel uit van het arrondissement Mamers.

## Geografie
De oppervlakte van Vezot bedraagt 6,3 km², de bevolkingsdichtheid is dus 10,2 inwoners per km².
De onderstaande kaart toont de ligging van Vezot met de belangrijkste infrastructuur en aangrenzende gemeenten.

## Demografie
Onderstaande figuur toont het verloop van het inwonertal (bron: INSEE-tellingen).

## Externe links

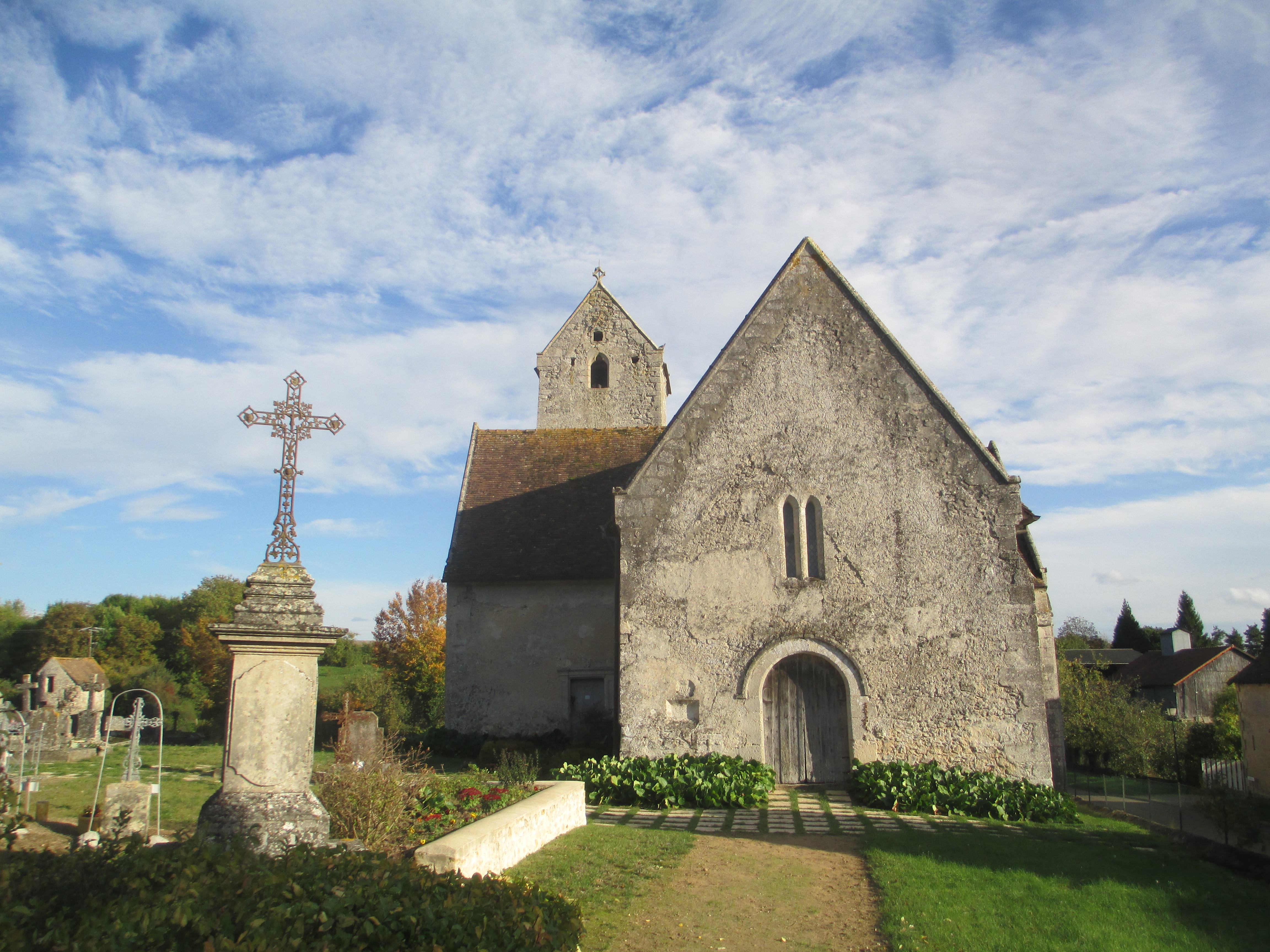
Kerk